# Laubholz-Säbelschrecke
Die Laubholz-Säbelschrecke (Barbitistes serricauda) ist eine Art aus der Überfamilie der Laubheuschrecken (Tettigonioidea) in der Unterordnung der Langfühlerschrecken (Ensifera). Sie gehört zur Gattung Barbitistes, zu der neben dieser Art auch noch neun weitere in Europa endemische Heuschreckenarten gehören. Die Art hat ihren Verbreitungsschwerpunkt in Mitteleuropa, wodurch Deutschland „in hohem Maße verantwortlich“ für diese Art ist.

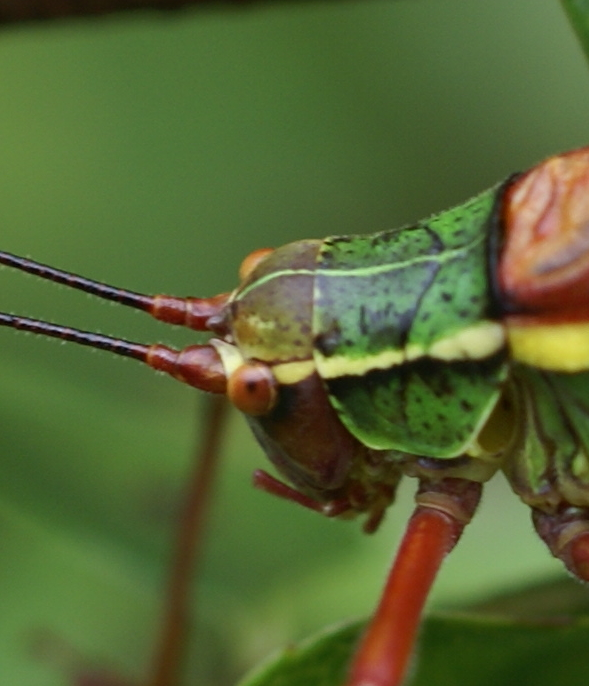
Kopf einer Laubholz-Säbelschrecke

## Beschreibung
Die Laubholz-Säbelschrecke wird etwa 15 bis 20 mm lang und hat stark rückgebildete, rotbraune Flügel. Von der Fühlerbasis bis zu diesen Stummelflügeln verläuft ein gelber Längsstreifen. Die Legeröhre der Weibchen ist in Seitenansicht breit sichelförmig und am Ende meist mit gesägter Kontur, die im Artzusatz ausgedrückt ist. Das Männchen hat rote Beine. Die Fühler sind etwa zwei- bis dreimal so lang wie der Körper. Es besteht Verwechselungsgefahr mit der Nadelholz-Säbelschrecke (Barbitistes constrictus) und der Punktierten Zartschrecke (Leptophyes punctatissima). Bei letzterer Art ist die Legeröhre der Weibchen jedoch nicht gesägt und die Cerci der Männchen deutlich kürzer, während sie bei der Laubholz-Säbelschrecke deutlich geschwungen sind. Bei der Nadelholz-Säbelschrecke sind die Cerci der Männchen ähnlich wie bei der Laubholz-Säbelschrecke s-förmig geschwungen, jedoch deutlich kürzer und dicker.

### Ähnliche Arten
- Nadelholz-Säbelschrecke (Barbitistes constrictus)

## Lebensweise
Die Imagines sind von Juli bis September an sonnigen Waldrändern und Sträuchern zu finden. Sie sind meist nachmittags bis nachts aktiv. Während sich die Nymphen noch in der Kraut- und Strauchschicht bewegen, leben die Imagines in Baumwipfeln. Ihr Gesang, die Stridulation, liegt im Ultraschallbereich und ist für Menschen mit dem bloßen Ohr nur über kurze Entfernungen wahrnehmbar.

## Verbreitung
Die Laubholz-Säbelschrecke ist im südlichen Mitteleuropa verbreitet, von den Pyrenäen, Korsika und Serbien im Süden bis Niedersachsen im Norden. Aufgrund der schweren Auffindbarkeit ist die Verbreitung nur wenig dokumentiert. Verbreitungsschwerpunkte in Deutschland sind Rheinland-Pfalz (Hunsrück, Eifel), Baden-Württemberg (Schwarzwald, Schwäbische Alb) und Bayern (Alpenvorland, Fränkische Alb). Sie steht in mehreren Bundesländern Deutschlands auf der Roten Liste. Die Art ist vor allem in naturnahen Eichen- und Eichenhainbuchenwäldern zu finden. In Nordrhein-Westfalen und Hessen wird sie in der Kategorie „Daten unzureichend“ auf der Roten Liste geführt.